# Marie Carlier
Marie Carlier (née à Berchem-Anvers en 1920 et morte à Bruxelles en 1986) est une peintre, dessinatrice et graveuse belge surréaliste.

## Biographie
Née le 6 mars 1920 à Anvers où son père, français d'origine, s'était établi comme négociant, elle vécut ensuite principalement à Bruxelles, jusqu'à son décès en 1986. Après avoir fréquenté les cours de l'Académie d'Anvers, elle suivit l'enseignement de l'École de la Cambre à Bruxelles (ENSAAD) où elle obtint son diplôme en 1949 (illustration du livre).
Marie Carlier fut d'abord un remarquable graveur : travaillant avec Marthe Velle et Henri Kerels, une pratique assidue des techniques de la taille directe lui assura une maîtrise parfaite du burin. Il va de soi qu'une telle formation lui offrit d'énormes moyens dans l'art du dessin qu'elle pratiqua toute sa vie. Mais les vertus d'un pareil métier restèrent présentes lorsqu'elle aborda la peinture, notamment dans la précision de la course du pinceau et dans la complexité structurelle de l'image.
Les premières expositions de Marie Carlier eurent lieu à Bruxelles, aux galeries La Sirène (1952 et 1953) et Le Verseau (1956). Pendant cette période, consacrée aux œuvres sur papier, l'artiste s'écarte progressivement du réel, moins par une abstraction que par une symbolisation (déjà…) des éléments naturels. Leurs « associations » suggèrent alors un univers où l'imaginaire s'impose. En 1957 et 1958, elle expose à la galerie Saint-Laurent à Bruxelles, qui fut un extraordinaire vivier d'artistes, animé par Philippe E. Toussaint. Cette petite galerie, d'un dynamisme étonnant, fut aussi un lieu privilégié de rencontre des diverses tendances artistiques et littéraires : Marie Carlier y fréquente notamment Jacques Lacomblez, Jacques Zimmermann et Marcel Lecomte. C'est à cette époque qu'elle aborde, définitivement, la peinture sur toile. Comme l'écrit Ephrem, son ami de toujours dans un texte remarquable inséré dans le catalogue-monographie publié à l'occasion de la dernière exposition de Marie Carlier à la Fondation Serge Goyens de Heusch, en 1986 : « Marie Carlier prit ses pinceaux comme on se refait une vie. À l'époque, elle pratiquait le rêve éveillé tel que l'avaient défini certains analystes issus de la tendance de Carl G. Jung. L'exploration de l'inconscient se faisait par actualisation d'images symboliques plutôt que par anamnèse personnelle. Or, ces itinéraires traversaient des sites d'extrême splendeur ». Après avoir abandonné cette expérience, l'artiste allait (surtout dans les années septante et quatre- vingt) renverser les propositions jungiennes dans des images d'un net érotisme (parfois proches de Hans Bellmer) où ce ne sont plus les éléments symboliques qui suggèrent ou révèlent une poétique sexuelle mais où, mouvement inverse, ce sont les objets sexuels d'une précision presque lancinante qui sont « mis en scène » comme « signes ascendants », pour citer André Breton, devenant ainsi des éléments d'un paysage intérieur particulièrement troublant (ambivalence, force tellurique du sexe, etc).
Les œuvres de 1956 et 1957 attirèrent l'attention de Jacques Lacomblez qui y repéra un voisinage intime avec le surréalisme. C'est ainsi que Marie Carlier participa, à la galerie Saint- Laurent, en 1958, à l'exposition internationale du mouvement Phases, mouvement dont Lacomblez fut, dès 1957, l'animateur en Belgique, en compagnie de Jacques Zimmermann. Les trois artistes allaient former la base d'une longue aventure collective, vectrice d'un courant important du surréalisme de la deuxième génération, dans nos régions. Autour de la revue Edda, fondée en 1958 par Lacomblez, en étroite liaison avec le mouvement Phases, créé à Paris en 1953, par Édouard Jaguer, on allait trouver, également, les peintres et sculpteurs Jacques Matton, Urbain Herregodts, Camiel Van Breedam, Annie de Bie, Remo Martini, les poètes Georges Gronier et Roger de Neef, pour n'en citer que quelques-uns. Et Marie Carlier prit part, dès lors, à toutes les manifestations du mouvement Phases (en Belgique, Pologne, Danemark, France, Argentine, Brésil, Mexique, Tchécoslovaquie, États-Unis, Portugal, etc). Ses expositions personnelles eurent lieu à Copenhague en 1959, à Bruxelles – galerie Saint-Laurent en 1961, galerie Defacqz en 1965, galerie Arcanes en 1970 et 1973 – au Canada, galerie Manfred, Dundas (Ontario) et à Bruxelles, en 1986, à la Fondation Serge Goyens de Heusch. Une salle du Musée de Mons lui fut consacrée lors de l'exposition Phases belgiques en 1990.
Pour la caractériser, trop brièvement, disons que l'œuvre de Marie Carlier implique un voyage intérieur (psychique certes) au sein des éléments naturels en métamorphoses. Voyage enchanté – car il y a là magie toute personnelle – où une dialectique du merveilleux abolit l'infranchissable entre les notions d'eau, de feu, de minéral, de végétal, jusqu'à une annihilation des contraires, d'une part ; et d'autre part libère, une révélation jubilatoire, voire sacrale, des correspondances : c'est plonger dans l'œuvre de Bachelard, dès lors dans le romantisme allemand (Friedrich Schlegel et Novalis, surtout) ; c'est rejoindre les expériences exploratrices du surréalisme et aussi « redonner » les parfums et les mystères d'une certaine pensée orientale qui ne cessa jamais de fasciner cette magicienne d'un univers celé qu'elle a rendu au jour. C'est dire aussi qu'elle attire les hommages complices des poètes – parmi eux, Pierre Dhainaut et surtout Jean Thiercelin.

## Principales expositions
Elle a exposé principalement à Bruxelles : Galerie de la Sirène (1952, 1953, 1956), Galerie Saint-Laurent (1957, 1958, 1961), Galerie le Verseau (1956), Galerie Defacqz (1965), Galerie Arcanes (1970, 1973), Fondation/Stichting Serge Goyens de Heusch (1986) mais aussi au Danmark, Kobenhavn (1959) : Kunstresden, Bruxelles et au Canada, Dundas-Ontario (1979) : Galerie Manfred.
Elle a également participé à de nombreuses expositions collectives en Belgique et à l'étranger dont à de maintes manifestations Phases comme "Phases Belgiques" au Musée des Beaux-Arts de Mons en 1990 (cat. en coul.), "La 5e saison et le mouvement Phases", à la Galerie Le Ranelagh (Paris) en 1962 ; Paris, Museu de Arte Contemporanea, Sao Paulo (Brasil), Museo Nacional de Bellas Artes, Buenos Ayres (Argentina), Musée d'Ixelles (Bruxelles)… ou encore au Centre Noroit d'Arras (France) : "Le Mouvement Phases de 1952 à l'horizon 2001", en 2000 (cat. en coul.) et dans le cadre de l'exposition Le Surréalisme en Belgique en 2008 au BAM de Mons (cat. en couleur).

## Extraits de catalogues
- "Partie d’une figuration expressive dont témoignent dessins et gravures qu’elle montre pour la première fois à la galerie La Sirène à Bruxelles en 1952, Marie Carlier évolue très rapidement vers une forme d’abstraction qui lui est propre et qu’elle appelle ses « paysages intérieurs ». C’est vers 1958 qu’elle aborde, non sans angoisse mais avec fermeté, la peinture. Pour elle, ce n’est pas une simple évolution technique, c’est l’entrée dans un sanctuaire jusqu’alors inviolé, une révélation spirituelle qui doit la mener à l’épanouissement de sa personnalité la plus cachée." Gisèle Ollinger-Zinque, Chef de la section Peinture, Musée d’Art Moderne, Bruxelles, 1985 (extrait de la présentation au catalogue de son exposition à la Fondation pour l’Art belge contemporain, 1985)
- "La peinture de Marie Carlier est comme un iris que viendraient frapper d’incompréhensibles images, dont la réalité profonde ne saurait se reconstituer que loin en arrière du globe de l’œil ; et pour stupéfiantes qu’elles soient – comme dédiées à la nacre de l’aliotide ou à l’écaille du Grand Morpho – ces irisations ne sont que le foyer d’un Théâtre où se retrouveraient, pendant l’entracte, les personnages du drame. Mais quant à ce drame lui-même, Marie Carlier sait à merveille différer l’instant où nous pourrons surprendre le rôle véritable qui est assigné à chacun des acteurs, là-bas, très loin, sur le plateau…" Édouard Jaguer (extrait du catalogue de l’exposition Galerie Arcanes, 1973)
- "Dans telle exploration de la « Face Inconnue de la Terre », on sait maintenant quelles nouvelles cartes du Tendre ont dressé pour notre égarement les Tanguy et les Oelze, les Götz et les Poujet, et quels espaces nouveaux ont pu, des atlas de l’Inconnu, affleurer à surface du rêve. En passant par Ailleurs, ce lieu si peu situé qu’à son orée les bornes s’effacent, Marie Carlier, elle, se permet, à chaque repli du vent dans les fourrés d’outre cristal, d’impertinents levers de voiles. Les tourbillons d’or et de malachite qu’elle lance d’une main impérieuse ont mission de fouiller certaines valves de cavernes, celles épargnées des signes par les possibles de lichens et que peuplent au prologue du sommeil les hordes vacillantes de la mémoire." Jacques Lacomblez, (extrait) in « Documento-Sud », Naples, 1960 ; repris dans le catalogue de l’exposition à la Fondation Serge Goyens de Heusch pour l’Art belge contemporain, Bruxelles, 1985
- "Oui, que peindre puisse devenir une expérience spirituelle qui ne doit plus rien envier à celle des poètes, Marie Carlier le prouve. Comme « l’astrologue renversé » dont parle Novalis dans ce roman Heinrich von Ofterdingen, où le rêve et le monde souterrain sont baignés d’une clarté semblable, Marie Carlier explore, tantôt fascinée, tantôt rageuse, la caverne de l’être, interroge sa propre mort, et quelque gemme incandescente, astre ou graine, sert de creuser à sa résurrection." Pierre Dhainaut, (extrait) préface au catalogue de son exposition Galerie Arcanes, 1970

## Sources
- Nouvelle biographie nationale de Belgique, Tome 8, Bruxelles, 2005
- Catalogue de l'exposition à la Fondation Serge Goyens de Heusch pour l'Art belge contemporain, 1986